# Oenopia gratiosa
Oenopia gratiosa is een keversoort uit de familie lieveheersbeestjes (Coccinellidae). De wetenschappelijke naam van de soort is voor het eerst geldig gepubliceerd in 1983 door Hoang.